# 馬爾-希德雷斯算法
在計算機視覺中，馬爾-希德雷斯算法（英語：Marr–Hildreth algorithm）是一種檢測數位影像中的邊緣的方法，也就是圖像亮度存在強烈和快速變化的連續曲線。馬爾-希德雷斯邊緣檢測方法很簡單，其操作方法是用高斯函數的拉普拉斯算子對圖像進行卷積，或者用高斯差進行快速近似，然後在過濾後的結果中檢測出零交越點以獲得邊緣。高斯函數的拉普拉斯算子有時也被稱為墨西哥帽小波，因其在翻轉時的視覺形狀得名。大衛·馬爾和艾倫·希德雷斯是其中兩位發明者。

## 限制條件
馬爾-希德雷斯算子有兩個主要限制。它產生的響應並不對應於邊緣，即所謂的「假邊緣」，而且在彎曲的邊緣，定位誤差可能很嚴重。現今有更好的邊緣檢測方法，例如基於搜索梯度大小的局部方向性最大值的坎尼算子，或基於搜索與梯度方向上的二階導數相對應的微分表達式的零交越的微分方法（這兩種操作之前都有一個高斯平滑步驟）。